# Родриго Перес де Траба

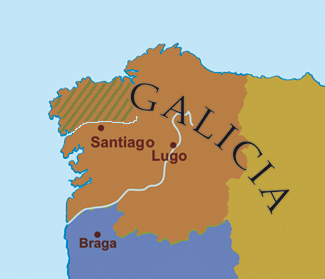
Родриго владел замками как в области Трастамара (земля за рекой Тамбре, вылупившаяся) в архиепархии Сантьяго, так и вдоль южной границы Галисии с Португалией

Родриго Перес де Траба (исп. Rodrigo Pérez de Traba el Velloso; упоминается в 1111—1158/1166), по прозвищу эль-Вельосо («Волосатый») — галисийский магнат, чья карьера соответствует всему периоду от коронации Альфонсо VII в качестве соправителя Леона (1111) до его смерти (1157). Он служил Альфонсо VII при дворе в его ранние годы, но затем пользовался влиянием в Галисии после смерти матери Альфонсо, королевы Урраки (1126). Примерно после 1132 года он стал все больше участвовать в политике Португалии, чье вторжение в Галисию он поддержал в 1137 году. Даже после того, как Королевства Леон и Португалия заключили мир в 1141 году, Родриго Перес де Траба был в значительной степени исключен из леонской политики, за исключением военных кампаний 1147 года, вплоть до 1152 года. После этого вплоть до своей смерти он был доминирующей светской фигурой в Галисии.

## Политическая деятельность

### Феодальные дела
Родриго был младшим сыном Педро Фроиласа де Траба и его второй жены, Майор Родригес. Впервые он упоминается в «Истории Компостелланы» в связи с коронацией молодого Альфонсо VII 17 сентября 1111 года в Сантьяго-де-Компостела. Он принимал участие в церемониях в качестве почетного альфереса (армигера), вместе со своим отцом в качестве стюарда. По словам историка, «самый уважаемый граф Педро был королевским стюардом, а его сын Родриго, как армигер, носил меч короля, щит и копье». 26 сентября 1119 года Родриго все ещё служил альфересом короля Альфонсо, который тогда правил вместе со своей матерью, королевой Урракой. Должность альфереса обычно предназначалась для более молодого дворянина в ожидании более высокого поста. В апреле 1126 года, после смерти королевы Урраки, Родриго вместе с отцом и другими магнатами Галисии отправился в Самору, чтобы принести присягу Альфонсо как единственному королю Леона и Кастилии. В контексте этого эпизода Хроника Альфонсо Императора упоминает "сыновей графа Педро Фроиласа, среди которых [был] Родриго, который позднее получил от короля титул графа. Он был возведен в графский сан 2 апреля 1127 года. Родриго Перес де Траба подтвердил королевское пожертвование бенедиктинскому монастырю в Саагуне в тот же день, что и dominus Rudericus Petriz in eadem die electus. Повышение Родриго до статуса графа, вероятно, произошло перед собранием всего двора в Леоне. 3 августа 1132 года Родриго и его брат Мартин подарили Педро и Ариасу Диасу фамильное поместье в Паласиосе.
Среди галисийских замков (Кастра), которые История Компостеллана называет владениями Родриго, были Сан-Хорхе, Траба (от которого его семья получила свое название) и место под названием Феррария (сегодня Феррейра, приход Користанко). Эти три замка король Леона и Кастилии Альфонсо VII в пожертвовании собору Сантьяго в 1127 году, где они также появляются сгруппированными вместе. В грамоте дарения Родриго дважды назван „графом Родриго де Траба“ (Comes Rudericus de Traua), имя, снова использованное в аналогичном королевском пожертвовании в 1131 году. Это единственные примеры в исторических документах, когда Родриго использовал слово „Траба“ как часть своего имени. Где-то до 5 декабря 1135 года Родриго получил tenencia (феод) Лимия в Галисии, которой он продолжал управлять по крайней мере до 13 марта 1156 года, возможно, до своей смерти. К 31 января 1155 года он также получил важный галисийский феод Монтерросо, где он может быть упомянут в качествен владельца 1 июня 1157 года, и, вероятно, до своей смерти. В одном из последних пожертвований Альфонсо VII собору Сантьяго, в 1155 году, Родриго назвал себя» граф Родриго Перес Галисийский", последнее явное использование титула «Граф Галисийский». В одном документе, датированном 13 февраля 1147 года, но исправленном до 1148 года, говорится о его владении Саламанкой, важным городом в Леоне, совместно с Понсе Хиральдо де Кабрерой, но это единственная цитата о таком владении.

### Военные дела
Родриго был политически тесно связан с Португальским графством, которым его сводные братья Бермудо и Фернандо Пересы де-факто управляли через любовную связь последнего с графиней Терезой Леонской. Родриго регулярно посещал их двор с 1128 года, даже после того, как битва при Сан-Мамеде ликвидировала власть его родственников. 28 сентября 1132 года в награду за верность и службу он получил виллу Бурраль от Афонсу Энрикеша, сына и преемника Терезы. По крайней мере, с августа 1132 года по 26 февраля 1135 года он был сеньором Порту, а в 1137 году он и Гомес Нуньес помогал португальцам, когда они вторглись в Галисию. Во время вторжения Хроника отмечает, что Родриго «имел укрепления в Лимии и другие владения от императора». По крайней мере, с ноября 1140 года до 1 февраля 1141 года он был майордомом нового королевского дома Португалии после того, как Афонсу Энрикеш провозгласил себя королем в 1139 году. В сентябре 1141 года Афонсу Энрикешу и Альфонсо VII, наконец, удалось договориться, и в результате Родриго и Гомес «заплатили жестокую политическую цену». Согласно хронике они «доказали, что были неверны своему господину Альфонсо. Они передали свои замки и полномочия королю Португалии [который укрепил их и вернулся в свою страну]. Эти акты измены привели к их собственной гибели, ибо именно они больше всего предубеждали этих графов на всю оставшуюся жизнь».
Только семь-восемь раз Родриго Перес де Траба посещал королевский двор в период с сентября 1141 по март 1152 года. В течение этого периода он продолжал посещать также португальский королевский двор. Позднее, как сообщает Хроника, король Альфонсо VII, проявив обычное милосердие, пригласил опального графа ко двору и наградил его золотыми и серебряными дарами, как обычно делал это со своими постоянными придворными, тем самым примирив его с самим собой. В 1147 году Родриго присоединился к королевской армии, которая отправилась вновь завоевывать Альмерию от мусульман, но, как и многие из галисийцев, первоначально присутствовавших здесь, он ушел в середине лета, приняв участие в осаде Орехи (по крайней мере, до 25 июля).

## Церковные отношения
Незадолго до 12 декабря 1155 года, когда он недолго управлял Бубалем, Кастеллой и Десой, Родриго женился на Фронильде Фернандес, дочери Фернандо Нуньеса и Мэра Родригес, дочери Родриго Муньоса. Таким образом, она была племянницей Гомеса Нуньеса. Она родила Родриго дочь Гийомар и сына, которого называли то Альваро, то Родриго. Гийомар вышла замуж сначала за Фернандо Понсе де Кабрера эль-Майора, а во-вторых за Диего Хименеса, от которого она была матерью Родриго Диаса де лос Камероса. Фронильда была щедрой благотворительницей цистерцианцев в Испании, делая пожертвования в их фонды в Арментейре, Мейре и Мелоне. В 1175 году она сделала пожертвование Сан-Мартиньо-де-Фора и помогла основать монастырь в Феррейра-де-Пантон, который она поставила в зависимость от Мейры.
В то время как религиозная преданность его жены благоволила цистерцианцам, покровительство Родриго Переса де Трабы прочно стояло за бенедиктинцами и премонстрантами. 20 декабря 1127 года король Леона Альфонсо VII пожертвовал несколько церквей бенедиктинскому монастырю Синес в Галисии "ради любви нашего самого верного графа Дона Родриго Переса. Сохранившаяся хартия, в которой записана эта щедрость, была оспорена как подделка по крайней мере одним историком, но её подлинность была защищена другим . Она содержит дату 1133 года, но список свидетелей предполагает, что он, скорее всего, относится к 1127 году. Это имена графа Родриго Мартинеса, но нельзя доказать, что он достиг этого звания до конца 1128 года. 28 октября 1155 года Родриго Перес де Траба подтвердил королевское пожертвование имущества аббатству Санто-Доминго-де-Силос. 15 декабря он сделал пожертвования в премонстрантские монастыри Ретуэрта и Сан-Леонардо.
Согласно «Истории Компостелланы», в 1130 году некоторые рыцари Родриго незаконно заключили в тюрьму Ариаса Муньиса, архидиакона Трастамары в архиепархии Сантьяго-де-Компостела. Когда архиепископ Диего Жельмирез пригрозил отлучить Родриго от церкви, граф поклялся на Евангелии, что он не имеет никакого отношения к действиям своих рыцарей, что он конфискует феоды, которые он даровал этим рыцарям, и что он арестует и передаст епархии всех крестьян, которые принимали участие в этом безобразии. Целью публичного унижения, навязанного Диего, согласно «Истории», было чтобы вселить страх в соратников Родриго, чтобы они больше не осмеливались совершать подобные поступки. Для отпущения своих грехов Родриго пожертвовал архиепископии свой замок в Фаро. Пожалование Родриго королем Альфонсо VII феода Лимия к 1135 году, вероятно, был продиктован хорошими отношениями Родриго с Диего Жельмирезом. В «Истории» также описывается, как король Альфонсо VII передал замок Сан-Хорхе и его владения архиепископии, но позволил Родриго сохранить свой сюзеренитет над замком в качестве вассала архиепископа.
Родриго Перес де Траба также пожертвовал деньги собору Браги 28 октября 1133 года. 1 марта 1143 года и снова двенадцать лет спустя, 20 марта 1155 года, он сделал пожертвования бенедиктинскому монастырю Собрадо, который были основаны его сводными братьями Бермудо и Фернандо. Его последним зарегистрированным актом благочестия было пожертвование бенедиктинскому учреждению в Токсос-Аутосе 9 октября 1157 года. Согласно одному источнику, он в последний раз упоминается 28 августа 1158 года в документе тумбо (картулярии) монастыря Кастаньеда , но другой цитирует документ в архиве Собрадо от 24 декабря 1165 года, помещая его смерть в начале 1166 года.